# اولیگیرتوس
اولیگیرتوس (به لاتین: Oligyrtos) یک کوه در یونان است که در آرکادیا واقع شده‌است. اولیگیرتوس ۱٬۹۳۵ متر بالاتر از سطح دریا واقع شده‌است.